# Frente Nacional de Libertação do Povo Quemer

Bandeira da FLNPK, reutilizando a bandeira da antiga República Quemer (1970-1975)

A Frente Nacional de Libertação do Povo Quemer (em francês: Front de libération nationale du peuple khmer, FLNPK; em inglês: Khmer People's National Liberation Front, KPNLF) foi uma organização política criada em 1979 em oposição à República Popular do Kampuchea instalada pelos vietnamitas no atual Camboja. Cerca de 200 000 soldados do Vietnã que apoiavam a República Popular do Kampuchea, assim como desertores do Quemer Vermelho, tinham deposto o regime brutal do Kampuchea Democrático de Pol Pot, e foram inicialmente saudados pela maioria dos cambojanos como libertadores. Alguns, no entanto, recordavam da rivalidade histórica entre os dois países e temiam que os vietnamitas tentassem subjugar o país, passando a opor-se a sua presença militar. Os membros da Frente Nacional de Libertação do Povo Quemer apoiavam esta posição.

## Origens

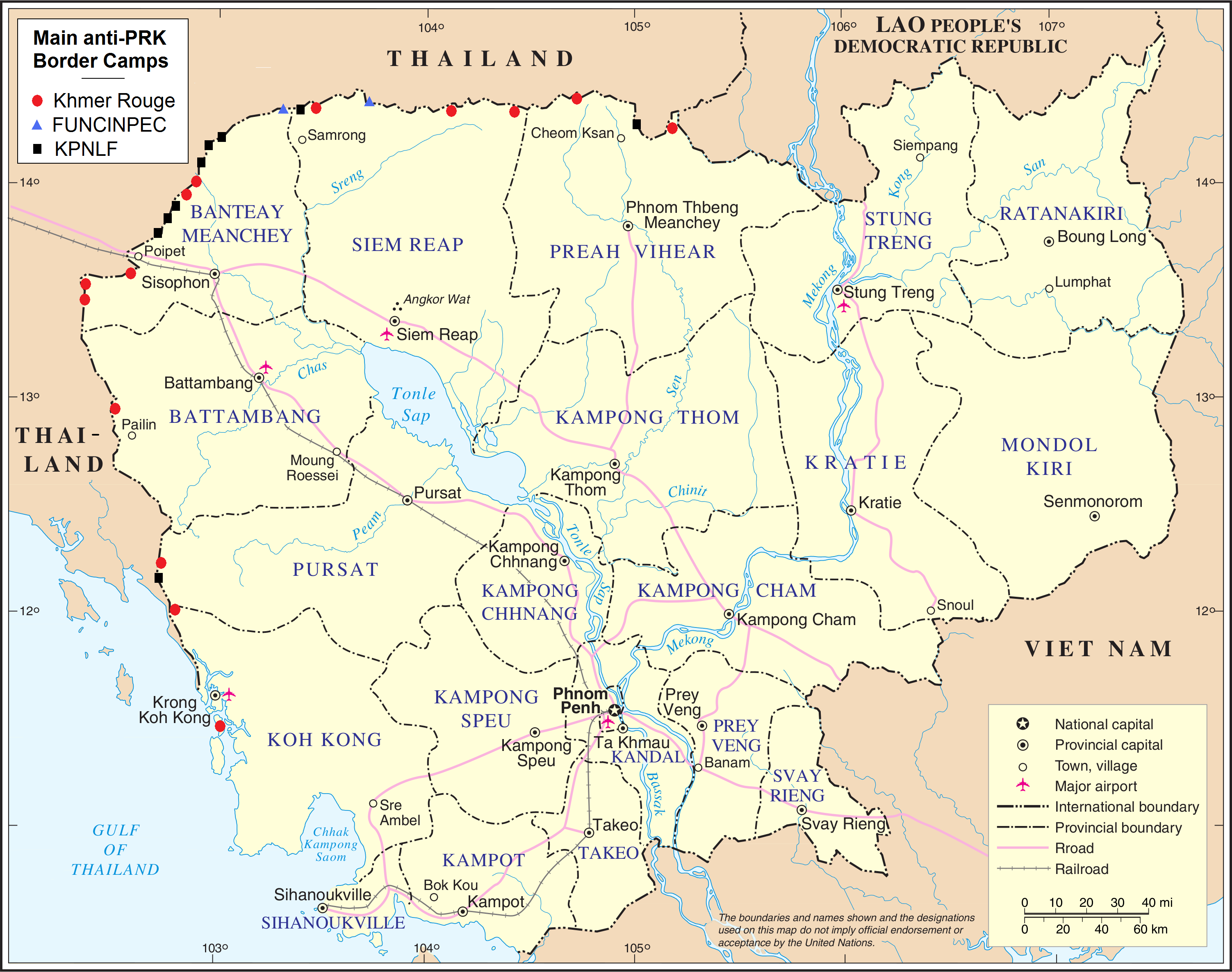
Campos fronteiriços hostis à República Popular da Kampuchea; 1979-1984. Os campos da FLNPK são mostrados em preto.

Em 5 de janeiro de 1979, o "Comitê para um Camboja Neutro e Independente" (Comite por un Cambodge Neutre et Independent, CCNI) foi criado em Paris, composto por Son Sann (líder cambojano neutralista, ex-presidente do Banco Nacional do Camboja, e Primeiro-Ministro entre 1967-1968), Sim Var, Yem Sambaur, Hhiek Tioulong, Nong Kimmy, Thonn Ouk e Chai Thoul. Ele emitiu uma declaração de seis pontos condenando o Quemer Vermelho e a "agressão norte-vietnamita", pedindo a adesão do país ao Acordo de Genebra de 1954 e 1973 e às propostas da Conferência de Paz de Paris, exigindo um cessar-fogo imediato no Camboja, e  a criação de um governo democraticamente eleito para ser estabelecido após um referendo.
O Vietnã invadiu o Kampuchea Democrático em dezembro de 1978 e entrou em Phnom Penh em 6 de janeiro de 1979. Imediatamente, o Governo da Tailândia  se aproximou de Son Sann com ofertas de apoio para uma força de resistência não comunista. Son Sann, por sua vez, foi para Nova Iorque para pedir ao príncipe Norodom Sihanouk (que se preparava para discursar perante a Assembleia Geral das Nações Unidas) para liderar a Frente Nacional de Libertação do Povo do Quemer, mas Sihanouk declinou e até recusou seu apoio.
Em fevereiro de 1979, o general Del Dien e Nguon Pythoureth voaram para a Tailândia para formar as Forças Armadas de Libertação Nacional do Povo Quemer. Os dois foram de acampamento em acampamento persuadir os líderes locais para participar da organização. Aqueles que concordaram em lutar sob direção de Son Sann foram Chea Chhut (em Nong Chan), ex-coronel das Forças Armadas Nacionais Khmer Prum Vith, Ta Maing e Om Luot (em Nong Samet). Em meados de 1979, havia 1.600 soldados armados no KPNLAF.
Em agosto de 1979, Son Sann foi para a Tailândia com seus filhos (Son Soubert e Son Monir), Neang Chin Han (ex-diretor do Gabinete Executivo do presidente Lon Nol), Madame Suon Kaset Sokhomaly, Coronel Thou Thip, Coronel Ea Chuor Kim Meng, Suon Sophat e Buon Say, todos da França. A FLNPK foi proclamada em 9 de outubro, em Sok Sann, num acampamento nas selvas das Montanhas Cardamom, com a presença de "apenas 2.000 homens" e foi uma fusão de 13 grupos bastante distintos, como Khleang Moeung (500 homens), Cobra (liderado pelo coronel Prum Vith) e o Movimento Islâmico Quemer, o Prey Veng, o Movimento Nacionalista, Oknha Son Kuy, Kauv Tjlok, o Movimento Neutralista Quemer, a Indra Negra, Quemer Livre Unido, ASW, Tonle Bassak, e o Movimento de Kampong Thom. No mês seguinte, a primeira remessa de 3.000 rifles chegou de Pequim. Son Sann assumiu a liderança da FLNPK juntamente com uma comissão executiva e um conselho militar.
A FLNPK foi assim estabelecida como uma facção política de direita, pró-ocidental, anticomunista e em oposição à República Popular do Kampuchea instalada e apoiada pelos vietnamitas.
O presidente dos Estados Unidos, Ronald Reagan, autorizou a concessão de auxílios à FLNPK em um esforço para forçar o fim da ocupação vietnamita. Em 1982, o governo dos Estados Unidos iniciou um programa secreto de ajuda à resistência não comunista, no valor de US$ 5 milhões por ano. Este valor foi aumentado para US$ 8 milhões em 1984 e US$ 12 milhões em 1987 e 1988. No final de 1988, os Estados Unidos interrompeu seu financiamento, após relatos de que 3,5 milhões de dólares americanos foram desviados pelos militares tailandeses. Ao mesmo tempo, o governo Reagan deu nova flexibilidade aos fundos, permitindo a compra de armas fabricadas nos EUA, em Singapura e em outros mercados regionais. Em 1985, os Estados Unidos estabeleceram um programa de ajuda separado, ostensivo, à resistência não-comunista que veio a ser conhecido como o Fundo Solarz, por conta de um de seus principais patrocinadores, Rep. Stephen Solarz. O programa de ajuda ostensiva canalizou cerca de US$ 5 milhões por ano de ajuda humanitária para a resistência não-comunista através da USAID.